# South African Challenge
Die South African Challenge war ein Squashturnier für Herren in Südafrika, das von 1999 bis 2002 ausgetragen wurde. Die ersten drei Austragungen fanden in Johannesburg statt, die Austragung im Jahr 2002 in Pretoria.
Mit 8.000 US-Dollar gehörte das Turnier in der ersten Austragung zunächst zur Kategorie Super Satellite, im Jahr darauf wurde es mit 25.000 US-Dollar zur Kategorie 2 ½ Star hochgestuft. 2001 gehörte es zur Kategorie 5 Star mit 50.000 und 2002 zur Kategorie 4 Star mit 40.000 US-Dollar Preisgeld. Sämtliche Austragungen wurden von unterschiedlichen Spielern gewonnen, wobei es Rodney Durbach gelang, dreimal ins Finale einzuziehen.

## Sieger
| Jahr | Sieger         | Finalgegner     | Ergebnis                          |
| ---- | -------------- | --------------- | --------------------------------- |
| 2002 | David Palmer   | John White      | 9:15, 15:12, 15:12, 9:15, 15:12   |
| 2001 | Thierry Lincou | Rodney Durbach  | 15:12, 13:15, 15:11, 12:15, 15:11 |
| 2000 | Lee Beachill   | Rodney Durbach  | 15:10, 15:12, 15:11               |
| 1999 | Rodney Durbach | Glenn Whittaker | 9:15, 15:13, 15:12, 15:13         |